# Пойнингс, Томас, барон Пойнингс
Томас Пойнингс (англ. Thomas Poynings; приблизительно 1512 — 17 августа 1545, Булонь, Королевство Франция) — английский аристократ, 1-й и единственный барон Пойнингс (в 1545 году), рыцарь Бани. Был придворным Генриха VIII, участвовал в войне с Францией.

## Биография
Томас Пойнингс принадлежал к побочной ветви старинного баронского рода: его отец, богатый землевладелец сэр Эдуард Пойнингс, был внуком 4-го барона Пойнингса. Томас родился вне брака, как и двое его братьев и четыре сестры. Его матерью, возможно, была Роза Уэтхилл, которой сэр Эдуард завещал 40 фунтов ренты.
Рождение Томаса историки датируют приблизительно 1512 годом. Пойнингс рано оказался при королевском дворе. Он был в числе тех аристократов, которые в 1528 году были наделены поместьями из владений Перси в Северной Англии, а благодаря удачной женитьбе на Кэтрин Морни (дочери и одной из наследниц Джона Морни, 2-го барона Морни) Томас приобрёл земли в западных графствах. Затем он начал скупать поместья в Уилтшире, Сомерсете и Корнуолле. В 1533 году Пойнингс был посвящён в рыцари Бани, в 1534 году стал шерифом Кента. Он присутствовал на крестинах принца Эдуарда (впоследствии короля Эдуарда VI) и на похоронах королевы Джейн в 1537 году, был в числе рыцарей, встречавших Анну Клевскую в 1539 году.
В начале 1540-х годов сэр Томас стал маршалом Кале и хранителем Гина. В 1544 году он отличился во время вторжения во Францию (особенно при взятии Булони), и командующий армией оставил его в Булони во главе четырёхтысячного отряда. 30 января 1545 года король Генрих VIII пожаловал Пойнингсу баронский титул и назначил его лейтенантом Булони. Однако в августе того же года барон умер от дизентерии. В браке с Кэтрин родился только один ребёнок, вскоре умерший (1539), так что титул Томаса вернулся короне. Часть его владений в Кенте перешла к Джону Дадли.